# Station Briançon
Station Briançon is een spoorwegstation in de Franse gemeente Briançon.